# Opisthoncus unicolor
Opisthoncus unicolor är en spindelart som beskrevs av Koch L. 1881. Opisthoncus unicolor ingår i släktet Opisthoncus och familjen hoppspindlar. Inga underarter finns listade i Catalogue of Life.